# Fukuhara-kyō

Arata-Hachiman-Schrein an der ehemaligen Position des Kaiserpalasts

Umfriedungsmauer um den Arata-Hachiman-Schrein

Fukuhara-kyō (jap. 福原京, dt. „Kaiserliche Residenzstadt Fukuhara“) war von Juni bis November 1180 der Sitz des japanischen Kaiserhofs und damit Hauptstadt Japans. Es war ebenfalls das Machtzentrum von Taira no Kiyomori sowie auch dessen Altersruhesitz. Fukuhara lag in den heutigen Stadtbezirken von Kōbe Chūō-ku und Hyōgo-ku. Der Kaiserpalast befand sich auf dem Gelände des heutigen Arata-Hachiman-Schreins (荒田八幡神社, Arata-Hachiman-jinja).
Fukuhara wurde nach der Heiji-Rebellion 1160, bei der die Taira die rivalisieren Minamoto vernichtend schlugen, die offizielle Residenz von Taira no Kiyomori. Von diesem Zeitpunkt bis zu seinem Tod 1181 war Kiyomori das faktische politische Staatsoberhaupt. Indem er 1167 zum Daijō Daijin ernannt wurde und er seine Tochter in die kaiserliche Familie einheiraten ließ, vergrößerte Kiyomori nochmals seinen Einfluss am Hof.
Bei Fukuhara wurde ein Palast für ihn errichtet und Kiyomori veranlasste den Ausbau des Hafens, um den Handel über die Seto-Inlandsee auszuweiten. Nach dem Shishigatani-Zwischenfall 1177–1178 entsagte Kiyomori den politischen, gesellschaftlichen und zeremoniellen Verpflichtungen der Hauptstadt und zog sich nach Fukuhara zurück.
Juni 1180 begann der Gempei-Krieg, als Prinz Mochihito den Minamoto-Klan zu den Waffen rief, um Kiyomori und seinem Klan entgegenzutreten. Nach der Schlacht von Uji, in der das Klanoberhaupt Minamoto no Yorimasa getötet wurde, veranlasste Kiyomori die Verlegung des Kaiserhofs von Heian-kyō nach Fukuhara. Dadurch versuchte er seinen Machtanspruch zu festigen und über die Vorgänge bei Hof informiert zu sein, wodurch er wieder direkt mit Regierungsangelegenheiten zu tun hatte. Ein weiterer Grund war der bessere Schutz des Kaisers und des Hofes vor Kiyomoris Feinden, den Minamoto und den Mönchen.
Am zweiten Tag des folgenden Mondmonats veranlasste Kiyomori eine gewaltige Prozession von Adligen und Hofbeamten, sowie dem Antoku-tennō, den Klosterkaisern Takakura-tennō und Go-Shirakawa-tennō nach Fukuhara. Regierungsbüros wurden in verschwenderischen Residenzen untergebracht, die ursprünglich für Mitglieder des Taira-Klans errichtet wurden. Einige Regierungsbeamte waren über die durch die Verlegung verursachten Störungen nicht erfreut und viele Adlige beschwerten sich über das feuchte Klima der Hafenstadt und die Entfernung zu Heian. Innerhalb von 6 Monaten wurde der Hof nach Heian zurückverlegt und auch Kiyomori folgte.
Als Kiyomori im folgenden Jahr starb, wurde er in Fukuhara begraben. Denkmäler markieren die vermutlichen Standorte von Kiyomoris Palast, dem des Kaisers und Kiyomoris Grab.